# Kostel svatého Víta (Častolovice)
Kostel sv. Víta v Častolovicích je památkově chráněný vrcholně barokní farní kostel. Vystavěn byl Františkem Filipem hrabětem ze Šternberka.
Památková ochrana byla vyhlášena v roce 1958 a zahrnuje nejen kostel, ale i úsek opěrné zdi s hodnotným oplocením a faru (dům č.p. 82).

## Historie

### Původní kostel
Původní gotický kostel sv. Kateřiny je prvně zmiňován roku 1356. V 18. století byl vzhledem ke špatnému stavu zbourán, aby mohla roku 1772 začít stavba nového kostela. Z původního kostela se zachovala cínová křtitelnice z roku 1571 s českým nápisem: „Tato křtitelnice udělána jest do městečka Častolovic za kněze Jana Hradeckého od Jana Bassti konváře v městě Hradci 1571“. Z původní stavby se dochovaly rovněž zvony: zvon Orlík od konváře Adama Taraby z roku 1564 s věnováním Jindřicha z Regeru na Častolovicích a Nejdku, zvon z roku 1612 od Fridricha z Oppersdorfu a zvon z roku 1509 bez věnování. Poslední zvon byl později umístěn na věž nového kostela.

### Barokní kostel
Původní kostel zbořit a nový postavit nechal František Filip Šternberk. Barokní kostel sv. Víta na místě původního kostela je dílem královéhradeckého architekta a stavitele Františka Kermera, který byl žákem Kiliána Ignáce Dientzenhofera. Základní kámen se zápisem byl položen v základech za hlavním oltářem v roce 1772. Kostel byl slavnostně vysvěcen po třech letech výstavby dne 24. září 1775. Stavba trvala relativně dlouho kvůli tomu, že práce přerušily selské nepokoje.

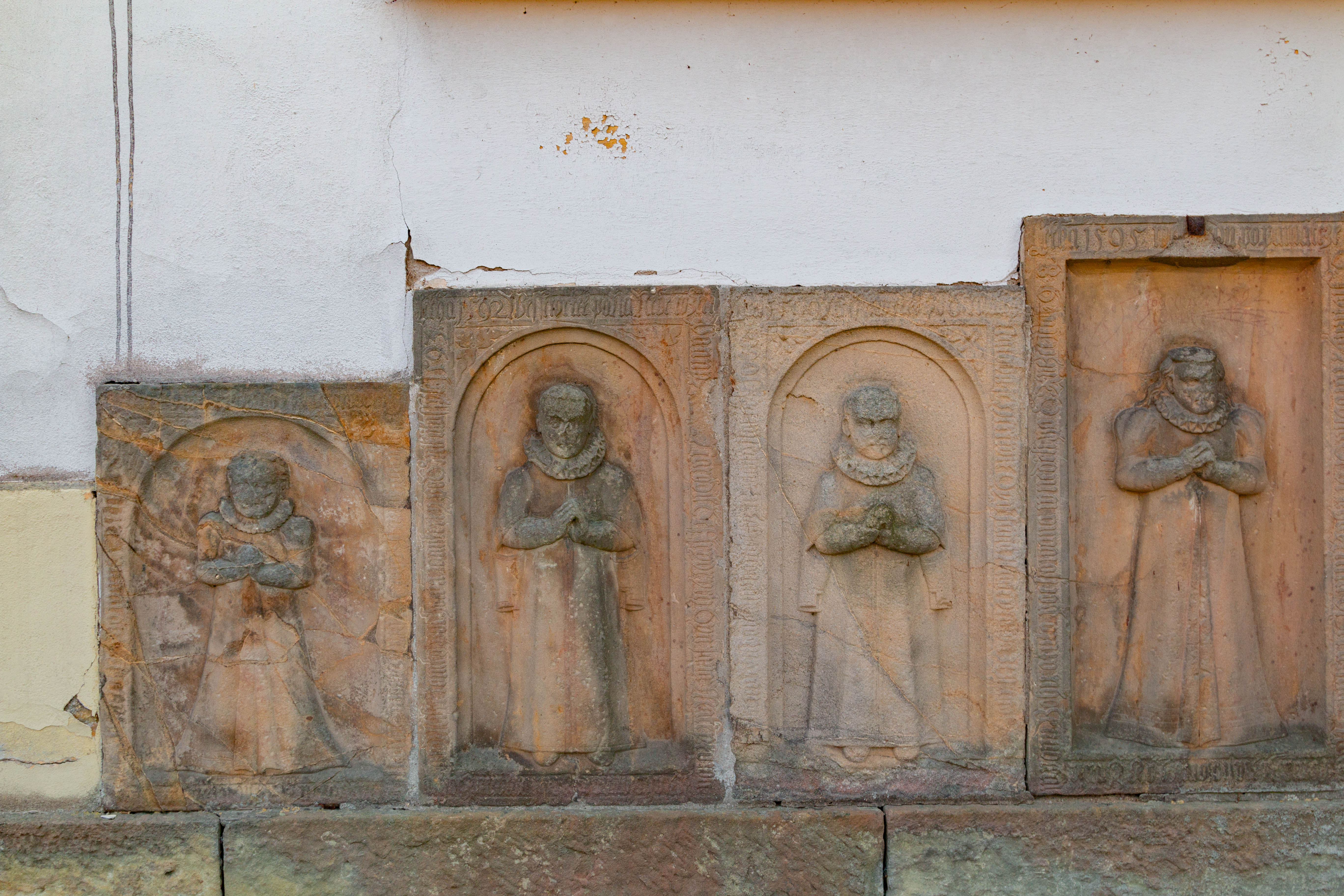
Náhrobní kameny na vnější stěně kostela

Z původního kostela na nový kostel byly přeneseny a na vnější zeď kněžiště upevněny renesanční náhrobky dětí vrchnostenského úředníka Jana Matiegky (Matějky) z let 1590–1607. Nejvyšší z náhrobních kamenů patřil dvojčatům Janovi a Magdaleně, která zemřela v roce 1607. Do krypty pod kůrem byly uloženy ostatky bývalého kaplana pátera Martina Čeňka a častolovického sládka Vojtěcha Kobeše. U kostela byla zřízena i kostnice.

## Popis stavby

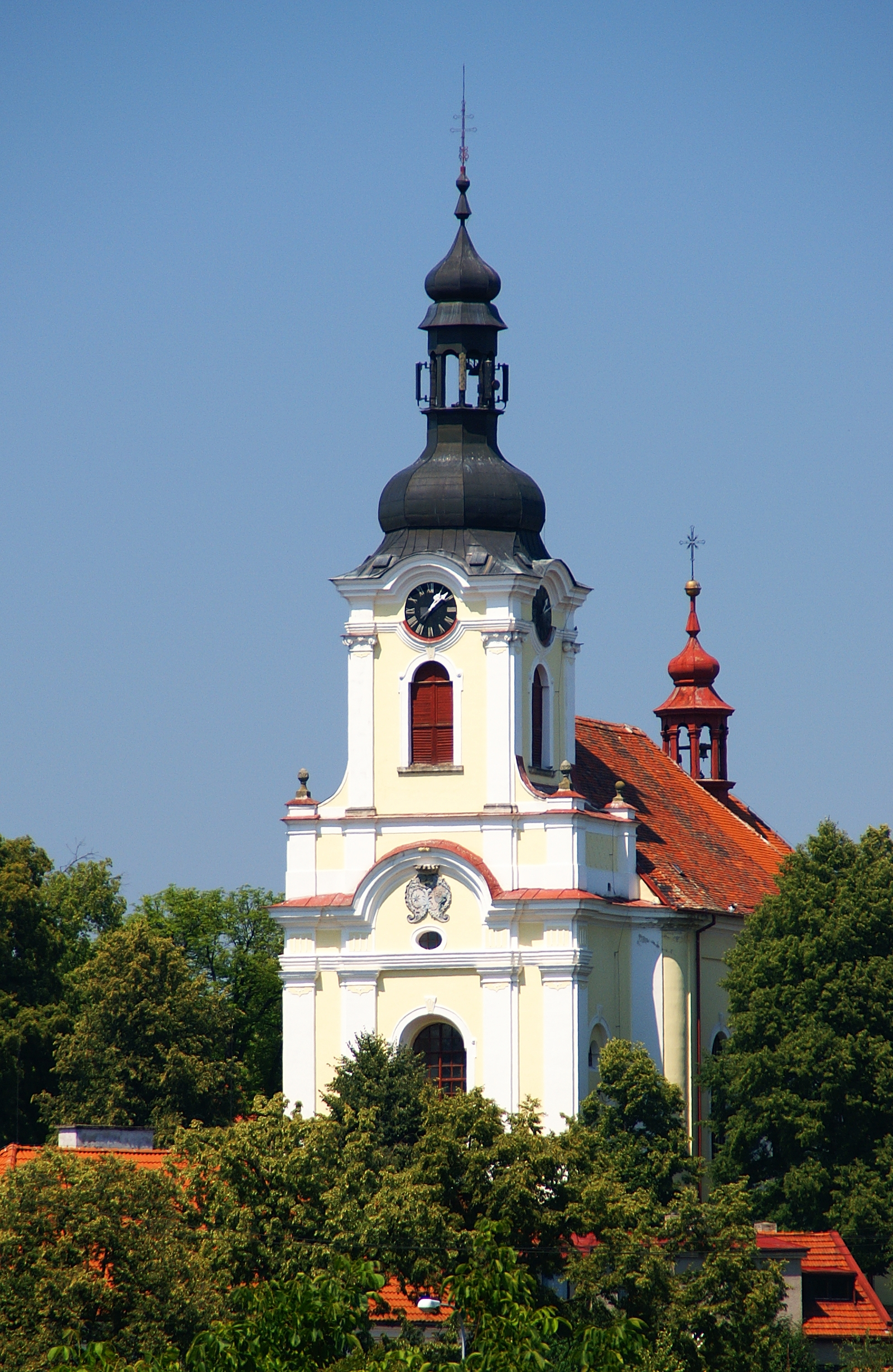
Pohled na kostel z dálky

Kostel má podobu jednolodní stavby s obdélným kněžištěm (uvnitř oble a vně trojboce uzavřeným) a v západním průčelí hranolovou věží. Venkovní omítka budovy je hladká s ozdobnými lizénovými rámy kolem kasulových oken. Stěny uvnitř i zvenčí dělí pilastry.
Interiér je klenut valenou klenbou s výsečemi. K lodi na jižní straně přiléhá předsíň, na protější straně je loď zakončena vítězným obloukem a vyvýšeným kněžištěm, které je ohraničeno kamennou balustrádou.
Hlavní oltář je neobvykle orientován na severní stranu. Západně od kněžiště je umístěna sakristie se samostatným vstupem. Nad sakristií byla vybudována jedna z oratoří. Druhá se nalézá zrcadlově obráceně na protější straně kněžiště, a respektuje tak barokní snahu o symetrii. Interiér kostela je prosvětlen osmi okny, z čehož na loď připadá šest oken a na kněžiště zbylá dvě.
Vnitřní výzdoba kostela již vychází z rokokového pojetí, což odrážejí zprohýbané, zlaceným rokajem hýřící prvky. Část výzdoby je pseudorokoková. Hlavice sloupů jsou zakončené elegantními rokajemi ve štuku a zlatě.

### Varhany
Varhany jsou standardně umístěné proti oltáři. První dvě desetiletí od vysvěcení však kostel varhany postrádal. Proto se v roce 1794 dohodl místní farář s ředitelem panství Josefem Pospíšilem, že se pokusí získat na varhany potřebné finance. K tomu využili peníze z prodeje kostelního cínu, medu a vosku. Celkem získali 400 zlatých a 35 krejcarů k tomu. Tato částka nepostačovala, a tak ředitel Pospíšil napsal patronu kostela hraběti Christianu Šternberkovi. Ten nejen že poskytl potřebné finance, ale zároveň z bezpečnostních důvodů nechal pod kůrem vybudovat dva nosné pilíře.
Výrobou varhan byl pověřen truhlář a varhaník z Rokytnice v Orlických horách Jan Jiří Spanel, který za práci dostal 500 zlatých. Jejich výroba a stavba probíhala rok a půl, instalace v kostele pak šest týdnů. Po tu dobu dostával varhanářský mistr i tovaryši od faráře Ježka stravu zdarma.
Varhany mají podobu mechanického zásuvkového nástroje se dvěma manuály vestavěného do bohatě členěné varhanní skříně. Tento hudební nástroj byl doinstalován až dne 15. prosince 1795. V roce 1845 došlo k první opravě varhan za 100 zlatých. Práce se ujal Amadeus Hanisch z Rychnova nad Kněžnou. Varhany se v průběhu 20. století dostaly do dlouhodobě špatného stavu. V letech 2008–2011 proběhlo jejich restaurování pod vedením varhanáře Rudolfa Valenty z Prahy.

### Oltáře
Hlavní oltář zdobí obraz svatého Víta a je celý nesený dvěma anděly. Obraz byl namalován ve Vídni v polovině 70. let 18. století malířem Vincenzem Fantinim a doplněn bohatou dřevořezbou.
V chrámové lodi se nachází dalších pět oltářů:
- oltář sv. Anny (obraz sv. Anny od Jana Umlaufa z roku 1892; patronem oltáře Antonín Ulrych, tehdejší ředitel častolovického panství)
- oltář sv. Kříže
- oltář Panny Marie Lurdské – pseudorokokový[9]
- oltář sv. Jana Nepomuckého
- oltář Pražského Jezulátka (u zadní stěny lodi vlevo)[4]

## Věž a zvony
Věž kostela je vysoká 36 m. Věží vedou točité schody. Hodiny byly na věž umístěny roku 1893. O jejich instalaci se zasloužili farář Alois Potěhník a řídící učitel J. G. Lašek. Výrobou hodin byl pověřen Karel Adamec z Čáslavi a k jejich vysvěcení došlo dne 22. května 1893. Při opravě věže v roce 1968 byly na hodinovém strojku instalovány nové ručičky o délce 95 a 65 cm. Vyměněna byla i písmena o výšce 34 cm a obnoven celý velký ciferník o průměru 202 cm. V květnu 2004 byl původní mechanický stroj nahrazen elektronickým časovým strojkem, který je dálkově řízený z Frankfurtu nad Mohanem.
Ve zvonovém patru věže se dochoval zvon z roku 1564. Další historické zvony byly zrekvírovány jak v 1. světové válce (největší zvon sv. Víta a menší z kaple sv. Kateřiny, který byl přemístěný do kaple sv. Magdalény), tak v rámci definitivní konfiskace přelitého zvonu za 2. světové války. Zvon umíráček na věžičce nad sakristií se nepoužívá.

## Betlém
V kostele sv. Víta se nachází také betlém z roku 1938 z dílny mistra řezbáře Bohumila Beka. Malované pozadí má podobu zasněžených pražských Hradčan. Výjev lemuje zlatá šerpa s nápisem Sláva na výsostech Bohu a na zemi pokoj lidem dobré vůle. v přední části betléma se nachází jeskyně s Boží rodinou. Na čtyřech stupíncích jsou kolem umístěny barevné figurky andělů, dárců, potulných muzikantů, selek a hospodářů, dětí i domácích zvířat.

## Hřbitov
Kolem kostela sv. Víta se původně rozkládal hřbitov, který byl na základě nařízení Josefa II. na konci 18. století zrušen. Přemístěn byl ke kapli sv. Maří Magdaleny.